# Габріела Волекова
Габріела Волекова (словац. Gabriela Voleková; нар. 10 березня 1981) — колишня словацька тенісистка.
Найвищу одиночну позицію світового рейтингу — 191 місце досягла 19 листопада 2001, парну — 180 місце — 10 липня 2000 року.
Здобула 3 парні титули туру ITF.
Завершила кар'єру 2005 року.

## Фінали ITF

### Одиночний розряд (0–9)
| Легенда          |
| ---------------- |
| турніри $100,000 |
| турніри $75,000  |
| турніри $50,000  |
| турніри $25,000  |
| турніри $10,000  |

| Фінали за покриттям |
| ------------------- |
| Тверде (0–2)        |
| Ґрунт (0–7)         |
| Трава (0–0)         |
| Килим (0–0)         |

| Результат | Ранг | Дата             | Турнір                    | Покриття | Суперниця           | Рахунок                 |
| --------- | ---- | ---------------- | ------------------------- | -------- | ------------------- | ----------------------- |
| Поразка   | 1.   | 7 грудня 1998    | Ісмаїлія, Єгипет          | Ґрунт    | Ніно Луарсабішвілі  | 6–1, 2–6, 5–7           |
| Поразка   | 2.   | 2 серпня 1999    | Каракас, Венесуела        | Тверде   | Аліенор Трісеррі    | 1–6, 2–6                |
| Поразка   | 3.   | 31 липня 2000    | Гуаякіль, Еквадор         | Ґрунт    | Елга Віейра         | 1–6, 6–7(5–7)           |
| Поразка   | 4.   | 14 серпня 2000   | Куернавака, Мексика       | Ґрунт    | Стефані Мейбрі      | 2–6, 1–6                |
| Поразка   | 5.   | 2 жовтня 2000    | Галландейл (Флорида), США | Ґрунт    | Тіффані Дабек       | 3–5, 5–2, 2–4, 5–3, 2–4 |
| Поразка   | 6.   | 16 квітня 2001   | Коацакоалькос, Мексика    | Тверде   | Марія Елена Камерін | 1–6, 3–6                |
| Поразка   | 7.   | 23 квітня 2001   | Джексон (Міссісіпі), США  | Ґрунт    | Ірина Селютіна      | 1–6, 4–6                |
| Поразка   | 8.   | 3 липня 2001     | Штутгарт, Німеччина       | Ґрунт    | Ванеса Краут        | 1–6, 3–6                |
| Поразка   | 9.   | 5 листопада 2001 | Каїр, Єгипет              | Ґрунт    | Бахія Мухтассен     | 6–1, 3–6, 5–7           |

### Парний розряд (3–10)
| Легенда          |
| ---------------- |
| турніри $100,000 |
| турніри $75,000  |
| турніри $50,000  |
| турніри $25,000  |
| турніри $10,000  |

| Фінали за покриттям |
| ------------------- |
| Тверде (1–3)        |
| Ґрунт (2–7)         |
| Трава (0–0)         |
| Килим (0–0)         |

| Результат | Ранг | Дата             | Турнір                                     | Покриття | Партнерка          | Суперниці                                   | Рахунок            |
| --------- | ---- | ---------------- | ------------------------------------------ | -------- | ------------------ | ------------------------------------------- | ------------------ |
| Поразка   | 1.   | 6 травня 1996    | Нітра, Словаччина                          | Ґрунт    | Зузана Валекова    | Теодора Недева Віра Жуковець                | w/o                |
| Поразка   | 2.   | 5 травня 1997    | Нітра, Словаччина                          | Ґрунт    | Андреа Шебова      | Ольга Виметалкова Яна Мацурова              | 0–6, 6–0, 6–7(4–7) |
| Поразка   | 3.   | 6 квітня 1998    | Бриндізі, Італія                           | Ґрунт    | Алена Пауленкова   | Флавія Пеннетта Роберта Вінчі               | 4–6, 6–7(5–7)      |
| Поразка   | 4.   | 7 грудня 1998    | Ісмаїлія, Єгипет                           | Ґрунт    | Ліляна Манушевич   | Ніно Луарсабішвілі Бахія Мухтассен          | 3–6, 3–6           |
| Поразка   | 5.   | 14 червня 1999   | Познань, Польща                            | Ґрунт    | Ева Фіслова        | Катаріна Баштернакова Станіслава Грозенська | 3–6, 5–7           |
| Поразка   | 6.   | 2 серпня 1999    | Каракас, Венесуела                         | Тверде   | Аліенор Трісеррі   | Меліса Аревало Маріана Меса                 | 5–7, 6–7(1–7)      |
| Перемога  | 1.   | 30 серпня 1999   | Сантьяго-де-Керетаро, Мексика              | Ґрунт    | Мілагрос Секера    | Жоана Кортез Карла Тіене                    | 4–6, 6–3, 6–4      |
| Перемога  | 2.   | 1 травня 2000    | Коацакоалькос, Мексика                     | Тверде   | Мілагрос Секера    | Жоана Кортез Міріам Д'Агостіні              | 4–6, 6–3, 7–5      |
| Поразка   | 7.   | 5 червня 2000    | Гілтон-Гед-Айленд (Південна Кароліна), США | Тверде   | Мілагрос Секера    | Венді Фікс Маніша Малхотра                  | 4–6, 6–7(3–7)      |
| Поразка   | 8.   | 24 липня 2000    | Каракас, Венесуела                         | Тверде   | Кендіс де ла Торре | Марія Вірхінія Франсеса Марія Венто-Кабчі   | 1–6, 4–6           |
| Перемога  | 3.   | 31 липня 2000    | Гуаякіль, Еквадор                          | Ґрунт    | Кендіс де ла Торре | Марсела Еванжеліста Пріссіла Ортега         | 6–4, 6–2           |
| Поразка   | 9.   | 1 травня 2001    | Дотан (Алабама), США                       | Ґрунт    | Аліна Жидкова      | Марісса Ірвін Джанет Лі                     | 0–6, 2–6           |
| Поразка   | 10.  | 5 листопада 2001 | Каїр, Єгипет                               | Ґрунт    | Зузана Гейдова     | Мілена Неквапілова Гана Шромова             | 3–6, 2–6           |